# إيلين مارلو
إيلين مارلو (بالإنجليزية: Ellen Marlow)‏ هي عارضة وممثلة أمريكية، ولدت في 22 فبراير 1994 بدالاس في الولايات المتحدة.

## وصلات خارجية
- إيلين مارلو على موقع IMDb (الإنجليزية)
- إيلين مارلو على موقع قاعدة بيانات برودواي على الإنترنت (الإنجليزية)
- إيلين مارلو على موقع قاعدة بيانات الفيلم (الإنجليزية)